# Parc national marin Mahatma Gandhi
Le parc national marin Mahatma Gandhi ou Wandur est situé dans les Îles Andaman en Inde.